# مذبحة سوخومي
وقعت مذبحة سوخومي  في 27 سبتمبر 1993، أثناء وبعد سقوط مدينة سوخومي في أيدي الانفصاليين أثناء الحرب في أبخازيا. وقد تم ارتكابها ضد المدنيين الجورجيين في سوخومي، من قبل ميليشيات الانفصاليين الأبخاز وحلفائهم في شمال القوقاز وروسيا. أصبحت جزءًا من حملة تطهير عرقي عنيفة قام بها الانفصاليون.

## الأحداث
في 27 سبتمبر 1993، انتهكت القوات الانفصالية وقف إطلاق النار الذي أطلقته الأمم المتحدة وضمنه الاتحاد الروسي، والذي منع الجانبين من القيام بعمليات عسكرية. وكجزء من وقف إطلاق النار، سحبت القوات الجورجية مدفعيتها الثقيلة ودباباتها من سوخومي. اقتحم الأبخاز واتحاد شعوب جبال القوقاز والقوزاق والمسلحون الروس سوخومي في الصباح الباكر. في مواجهة أعداد كبيرة من المقاتلين، لم تتمكن وحدات الجيش الجورجي التي بقيت في المدينة من منع تقدم الانفصاليين إلى المدينة. بحلول الظهيرة، استولى المسلحون الانفصاليون وحلفاؤهم على مباني وجسور التلفزيون. تراجعت القوات الجورجية إلى مبنى الحكومة في جمهورية أبخازيا المتمتعة بالحكم الذاتي، حيث كانت تعتزم توفير الأمن لأعضاء حكومة جمهورية أبخازيا المتمتعة بالحكم الذاتي. بحلول وقت متأخر من بعد الظهر، اجتاح الانفصاليون وحلفاؤهم المدينة.
بقي عدد كبير من المدنيين في المدينة واضعين آمالهم على وقف إطلاق النار. بدأ الانفصاليون وحلفاؤهم في تمشيط في شوارع سوخومي واعتقال جميع المدنيين الذين وجدوا. تم إعدام الرجال والنساء والأطفال في الشوارع وعلى الطرقات وداخل شققهم ومنازلهم وساحاتهم الخلفية. وبحسب الشهود، أصبح العديد من الناس هدفاً للتعذيب، وأُجبر البعض على مشاهدة أفراد أسرهم يُقتلون - أطفال أمام والديهم، وآباء أمام أطفالهم.
| « | عندما دخل الأبخاز منزلي، أخذوني مع ابني البالغ من العمر سبع سنوات إلى الخارج. بعد أن أجبرونا على الركوع، أخذوا ابني وأطلقوا عليه الرصاص أمامي مباشرة. بعد أن أمسكوا بي من شعري وأخذوني إلى البئر القريب. أجبرني جندي أبخازي على النظر إلى الأسفل بشكل جيد. هناك رأيت ثلاثة رجال أصغر سناً واثنين من النساء المسنات يقفون وهم ينقعون في الماء عراة. كانوا يصرخون ويبكون بينما كان الأبخاز يلقون الجثث عليهم. بعد ذلك ألقوا قنبلة يدوية هناك ووضعوا المزيد من الأشخاص بالداخل. اضطررت مرة أخرى إلى الركوع أمام الجثث. أخذ أحد الجنود سكينه وأخذ عين أحد القتلى القريبين مني. ثم بدأ في فرك شفتي ووجهي بتلك العين المقطوعة. لم أستطع التحمل أكثر من ذلك وأغمي علي. تركوني هناك وسط كومة من الجثث. | » |

أصبحت النساء هدفا للاغتصاب السادي. يتذكر اللاجئون الناس الذين تم حرقهم حتى الموت، ونزع أحشائهم وتقطيعهم وهم على قيد الحياة.المجازر حدثت في حديقة المدينة، أمام المبنى الحكومي، في المدارس والمستشفيات. تقريباً جميع أعضاء الحكومة الأبخازية (أولئك الذين رفضوا مغادرة المدينة)، زيولي شارتافا، غورام غابسكيريا، الكسندر بيرولافا، ماميا علاسانيا، وراؤول إيشبا أسروا وأعدموا.
كما تصف تقارير وزارة الخارجية الأمريكية لعام 1994 مشاهد الانتهاكات الجسيمة لحقوق الإنسان:
«ارتكبت القوات الانفصالية [الأبخازية] فظائع واسعة النطاق ضد السكان المدنيين الجورجيين، فقتلت العديد من النساء والأطفال وكبار السن، واحتجزت بعضهم كرهائن وعذبت آخرين... كما قتلت أعدادًا كبيرة من المدنيين الجورجيين الذين ظلوا في الأراضي التي احتلتها أبخازيا. . .» 
«شن الانفصاليون حكماً إرهابياً ضد غالبية السكان الجورجيين، رغم أن القوميات الأخرى عانت أيضاً. وبحسب ما ورد انضم الشيشان وغيرهم من سكان شمال القوقاز من الاتحاد الروسي إلى القوات الأبخازية المحلية في ارتكاب الفظائع. . . . قدم الفارون من أبخازيا ادعاءات موثوقة للغاية بشأن الفظائع، بما في ذلك قتل المدنيين دون اعتبار للعمر أو الجنس. الجثث التي تم انتشالها من الأراضي الخاضعة للسيطرة الأبخازية ظهرت عليها علامات التعذيب على نطاق واسع». (الأدلة المتوفرة لدى هيومن رايتس ووتش تدعم النتائج التي توصلت إليها وزارة الخارجية الأمريكية.) 

## ما بعد الحادثة
فر إدوارد شيفرنادزه من المدينة فقط قبل وصول القوات الانفصالية، بعد أن تعهد في وقت سابق بمحاولة البقاء هناك لأطول فترة ممكنة. سرعان ما اجتاحت القوات كامل أراضي أبخازيا، باستثناء منطقة صغيرة من وادي كودوري (التي ظلت تحت سيطرة أمير الحرب الجورجي إمزار كفيتسياني حتى يوليو 2006 ولاحقًا حكومة تبليسي حتى أغسطس 2008). تبع الهزيمة الكاملة للقوات الحكومية الجورجية تطهير عرقي للسكان الجورجيين. 200.000 - 250.000 لاجئ (معظمهم من الجورجيين) أجبروا على الخروج من أبخازيا. استمر العنف في عام 1994 على الرغم من الاتفاق بين الحكومتين الجورجية والأبخازية لنشر قوة حفظ سلام من رابطة الدول المستقلة. المقاتلون الشيشان الذين قاتلوا إلى جانب أبخازيا فيما بعد شاركوا في الحرب الشيشانية الأولى. 

## الجناة
هناك عدد من الادعاءات المتضاربة حول ما إذا كانت المذبحة قد ارتكبتها الميليشيات الأبخازية أو تلك التابعة لحلفائها الروس وشمال القوقاز. ويُزعم أن قائد القوات الانفصالية، المسؤول جزئياً عن المذبحة، هو نائب وزير الدفاع و «بطل» أبخازيا شامل باساييف.  وبحسب إفادات الشهود، كان المسلحون يتحدثون لغات شمال القوقاز واللغة الروسية.  ومع ذلك، زعم بعض اللاجئين الذين نجوا من المذبحة أنهم تعرفوا على جيرانهم الأبخاز والأرمن الذين تعاونوا مع المسلحين خلال المذابح في مختلف الأحياء. يتذكر الكثير من الناس الأوامر التي أصدرها الضباط الروس: «لا تأخذوا سجناء أحياء!» 
تعرضت المنازل والأراضي التي يملكها الجورجيون للنهب والاستيلاء عليها من قبل الأبخاز والروس والقوزاق وغيرهم من الوافدين الجدد. هذه الادعاءات حالياً قيد التحقيق من قبل المحكمة الجنائية الدولية في لاهاي. أعطت منظمة الأمن والتعاون في أوروبا مؤخرًا اعترافها وأدانتها التطهير العرقي للجورجيين في أبخازيا.على الرغم من اتهام العديد من المقاتلين الانفصاليين بارتكاب مذابح، لم تتم محاكمة أي منهم حتى الآن.  

## فهرس
- أندرسن، أندرو. «روسيا مقابل جورجيا: حرب واحدة غير معلنة في القوقاز.» تم النشر في أكتوبر 2001.
- تشيرفونيا، سفيتلانا ميخائيلوفنا. الصراع في القوقاز: جورجيا وأبخازيا والظل الروسي. منشورات الصورة القوطية، 1994.
- هيومن رايتس ووتش. «جورجيا / أبخازيا: انتهاكات قوانين الحرب ودور روسيا في الصراع.» نُشر على hrw.org ، مارس 1995.
- لينش، دوف. الصراع في أبخازيا: معضلات في سياسة «حفظ السلام» الروسية. المعهد الملكي للشؤون الدولية فبراير 1998.
- مارشانيا ل.مأساة أبخازيا موسكو، 1996
- الكتاب الأبيض لأبخازيا. 1992-1993 وثائق ومواد وأدلة. موسكو، 1993.
- ديمتري خلودوف، صحفي في موسكو يغطي الصراع، 1992.   [ بحاجة لمصدر كامل ][ بحاجة لمصدر كامل ]
- Derluguian ، Georgi M. The Tale of Two Resorts: Abkhazia and Ajaria قبل وبعد الانهيار السوفياتي ، في Beverly Crawford and Ronnie D Lipschutz (eds.)، «أسطورة» الصراع العرقي «: السياسة والاقتصاد والعنف الثقافي» (بيركلي: جامعة كاليفورنيا، 1998). ص.   263

## روابط خارجية
- تقرير من منظمة هيومن رايتس ووتش في هلسنكي حول التطهير العرقي المرتكب في أبخازيا
- روايات موثقة عن التطهير العرقي للجورجيين في أبخازيا (بالروسية)
- ملف فيديو، التقاط Zhuili Shartava ، Guram Gabiskiria ، Raul Eshba ، إلخ وتنفيذها (انقر بزر الماوس الأيمن لفتح الملف)
- ملف فيديو، تطهير عرقي للجورجيين في أبخازيا (انقر بزر الماوس الأيمن لفتح الملف)
- Sukhumi 27.09.93 (فيديو) (wmv)
- قائمة بأسماء الأشخاص الذين لقوا حتفهم في سوخومي خلال الفترة 1992-1996 (بالروسية)
- «أبخازيا: جرح مفتوح في جورجيا» للدكتور أندرو أندرسن
- حكومة أبخازيا (-في-المنفى)